# San Francisco de Arriba
San Francisco de Arriba es una localidad del estado mexicano de Coahuila. Es parte del municipio de San Pedro.

## Toponimia
El nombre «San Francisco» hace referencia al santo patrono de la localidad: Francisco de Asís.

## Demografía
| Gráfica de evolución demográfica |
|                                  |

| Censo | Población |
| ----- | --------- |
| 1940  | 573       |
| 1950  | 1 248     |
| 1960  | 1 165     |
| 1970  | 57        |
| 1980  | 1 396     |
| 1990  | 1 237     |
| 2000  | 1 057     |
| 2010  | 1 157     |
| 2020  | 1 059     |